# Ptychohyla
Ptychohyla és un gènere de granotes de la família dels hílids que es troba als estats de Mèxic de Chiapas, Guerrero i Oaxaca, i també a l'Amèrica Central fins a l'oest de Panamà.

## Taxonomia
- Ptychohyla acrochorda
- Ptychohyla dendrophasma (Campbell, Smith, and Acevedo, 2000)[1]
- Ptychohyla erythromma
- Ptychohyla euthysanota (Kellogg, 1928)[1]
- Ptychohyla hypomykter (McCranie and Wilson, 1993)[1]
- Ptychohyla legleri
- Ptychohyla leonhardschultzei (Ahl, 1934)[1]
- Ptychohyla macrotympanum (Tanner, 1957)[1]
- Ptychohyla panchoi
- Ptychohyla salvadorensis
- Ptychohyla sanctaecrucis
- Ptychohyla spinipollex
- Ptychohyla zophodes (Campbell and Duellman, 2000)[1]